# Karl Christian Canzler
Karl Christian Canzler (* 30. September 1733 in Burkhardtsdorf; † 16. Oktober 1786 in Dresden) war ein deutscher Bibliothekar und Historiker.

## Leben
Ab 1768 war Canzler in der Kurfürstlichen Bibliothek in Dresden tätig. Gemeinsam mit seinem Freund August Gottlieb Meißner gab er von 1783 bis 1785 die Quartalschrift Für Aeltere Litteratur und Neuere Lectüre heraus. Seine besondere Liebe galt mittelalterlichen Themen. Als aktiver Freimaurer publizierte er auch Artikel zu diesem Themenfeld.

## Werke
- Der betrübte Zustand Sachsens bey Erwägung der Siege der königl. französischen Waffen in Deutschland, 1757.
- mit A. G. Meißner (Hg.), Quartal-Schrift Für Aeltere Litteratur und Neuere Lectüre, Göttingen 1783–1785.